# 기린 (전설)

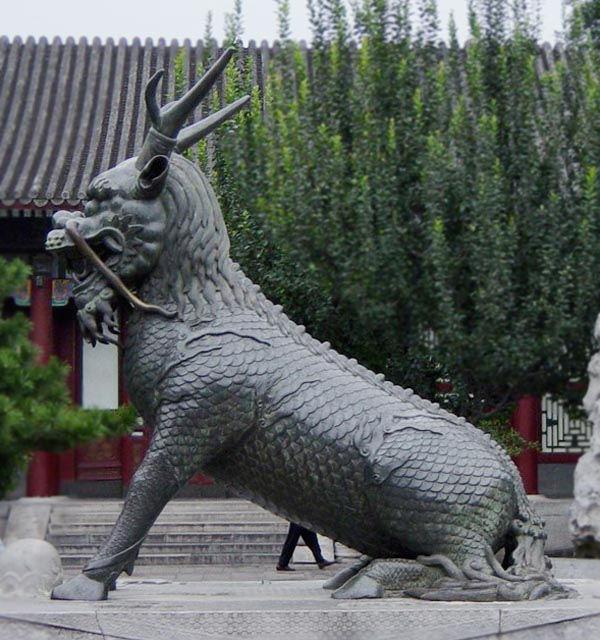
기린

기린(麒麟, 영어: qilin)은 중국의 전설 속의 동물로, 인수(仁獸)라고도 한다. 용과 말이 교미하여 생겨난 것으로, 수컷을 ‘기(麒)’, 암컷을 ‘린(麟)’이라고 한다. 기린은 모든 동물 중에서도 으뜸으로 간주하였으며, 성인(聖人)이 태어날 때 그 전조로 나타난다고 한다.

## 개요
생김새는 사슴의 몸에 소의 꼬리와 발굽을 가졌으며, 이마에는 한 개의 뿔이 달렸다. 등은 5가지 색이 섞여 있으며 노란색 또는 갈색 빛의 배를 가지고 있다. 네 발굽에는 하얀 털이 돋아있어서 달릴 때는 마치 구름 갈기가 피어나는듯하다. 몸길이는 5m에 달하며, 시간이 지나면서 몸에 용의 비늘이 덮였고 용의 얼굴을 가진 것도 등장하였다.
자애심이 가득하고 덕망이 높은 생물이라서 살아있는 것은 동물은 물론 식물이라도 먹지 않고 벌레와 풀을 밟지 않고 걷는다고 한다. 울음소리는 음악의 음계와 일치하며 발자국은 정확한 원을 이루며 꺾어질 때는 정각으로 꺾는다고 한다. 또한, 이마의 뿔은 끝 부분이 살갗으로 감싸져 있어 남을 해칠 수 없도록 했다고 한다. 수명은 1000년이며, 이 동물을 보면 길조요, 그 시체를 보면 흉조라고 믿어졌다. 천 리 길도 단숨에 달리고 심지어는 하늘을 날아가기도 한다고 한다.
이와 같은 기린의 전설과 상징성 때문에 재주가 뛰어나고 지혜가 비상한 사람을 가리켜 ‘기린아(麒麟兒)’라 불렀다.
중국에서는 오랫동안 기린을 우주 운행 질서의 가장 중심이 되는 신으로 고대부터 내려오는 오행사상(五行思想)에서 동서남북의 중앙 위치를 차지하며, 사후 세계의 수호자, 살생을 미워하며 남에게 해를 끼치지 않는 덕의 화신, 360종류의 털이 있는 동물들의 우두머리로 여겨져 왔다.
한국의 경우, 단군릉 우측에 있는 청계골 안에는 ‘말묘’라고 불리는 큰 무덤이 있는데, 전설에 따르면 단군이 타고 다니던 기린의 무덤이라고 한다. 신라 시대에는 기린의 문양을 부조한 벽돌을 만들어 건축에 이용하였으며, 고려 시대에 이르러서는 왕의 호위군을 ‘기린군(麒麟軍)’이라 칭하였다. 조선 시대에는 왕족의 관복의 흉배(胸背)의 문양으로 사용하였다.
최근에 이르러서 신라 시대에 만들어진 천마총의 천마 그림이 말이 아닌 기린의 그림, 즉 기린도(麒麟圖)라는 주장이 제기되었다.
천마총에 그려진 천마의 모습을 자세히 보면 머리에 뿔이 표현되어 있고 입에서 신기(神氣)를 내뿜고 있다. 이는 기린 그림에 나타나는 공통점이며 뒷다리에서 뻗쳐 나온 갈기의 표현은 기린 같은 신수(神獸)에서 나타나는 공통된 표현이라는 것이다. 따라서 전반적으로 볼 때 말보다는 오히려 기린을 표현한 것으로 보아야 한다는 주장이다.

## 기린과 기린
중국 명나라의 정화 원정 시에 취한 실제 동물인 기린이 영락제에게 전설의 동물인 기린으로 헌상되었던 것이 실제 동물인 기린의 이름의 기원이라고 한다. 현대 중국어에서 실제 동물인 기린은 ‘장경록(長頸鹿)’이라고 한다.

## 같이 보기
- 해태
- 천마